# Martin Gilbert
Martin Gilbert (nascido em 30 de outubro de 1982) é um ciclista profissional canadense que participava em competições de ciclismo de pista.
Ele representou o Canadá nos Jogos Olímpicos de Verão de 2008 em Pequim, onde terminou em décimo segundo lugar competindo na prova de madison.